# ماونتن هووم (کارولینای شمالی)
ماونتن هووم (به انگلیسی: Mountain Home) شهری در ایالت کارولینای شمالی کشور ایالات متحده آمریکا است که جمعیت آن در سرشماری سال ۲۰۱۰ میلادی، ۳٬۶۲۲ نفر بوده‌است.